# Céret
Céret (in catalano Ceret) è un comune francese di 7 897 abitanti situato nel dipartimento dei Pirenei Orientali nella regione dell'Occitania, sede di sottoprefettura.

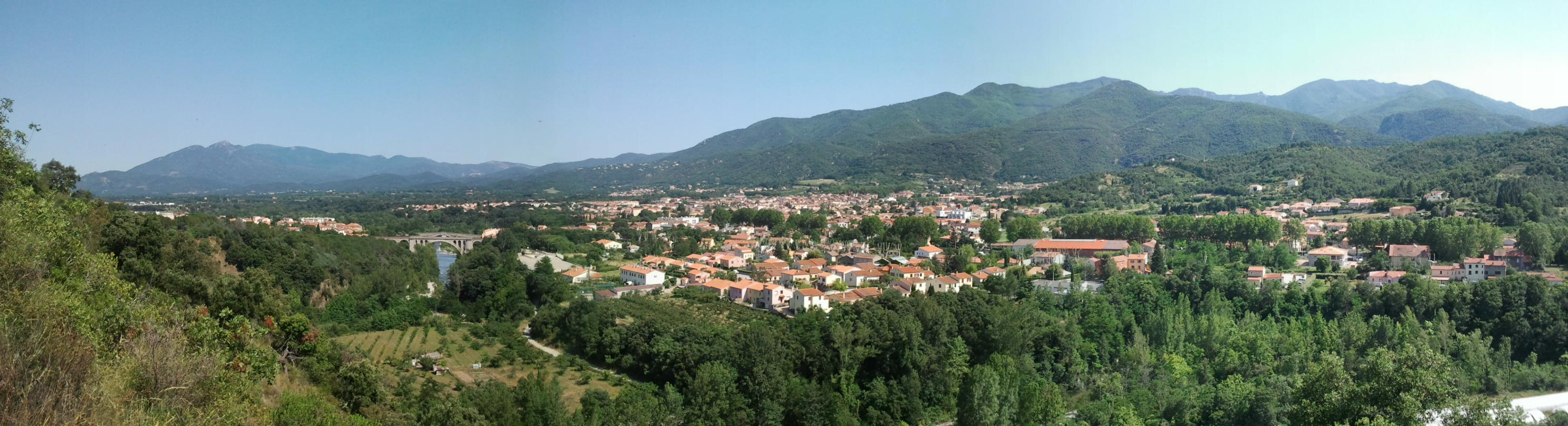
Céret

## Monumenti e luoghi d'interesse

### Architetture civili

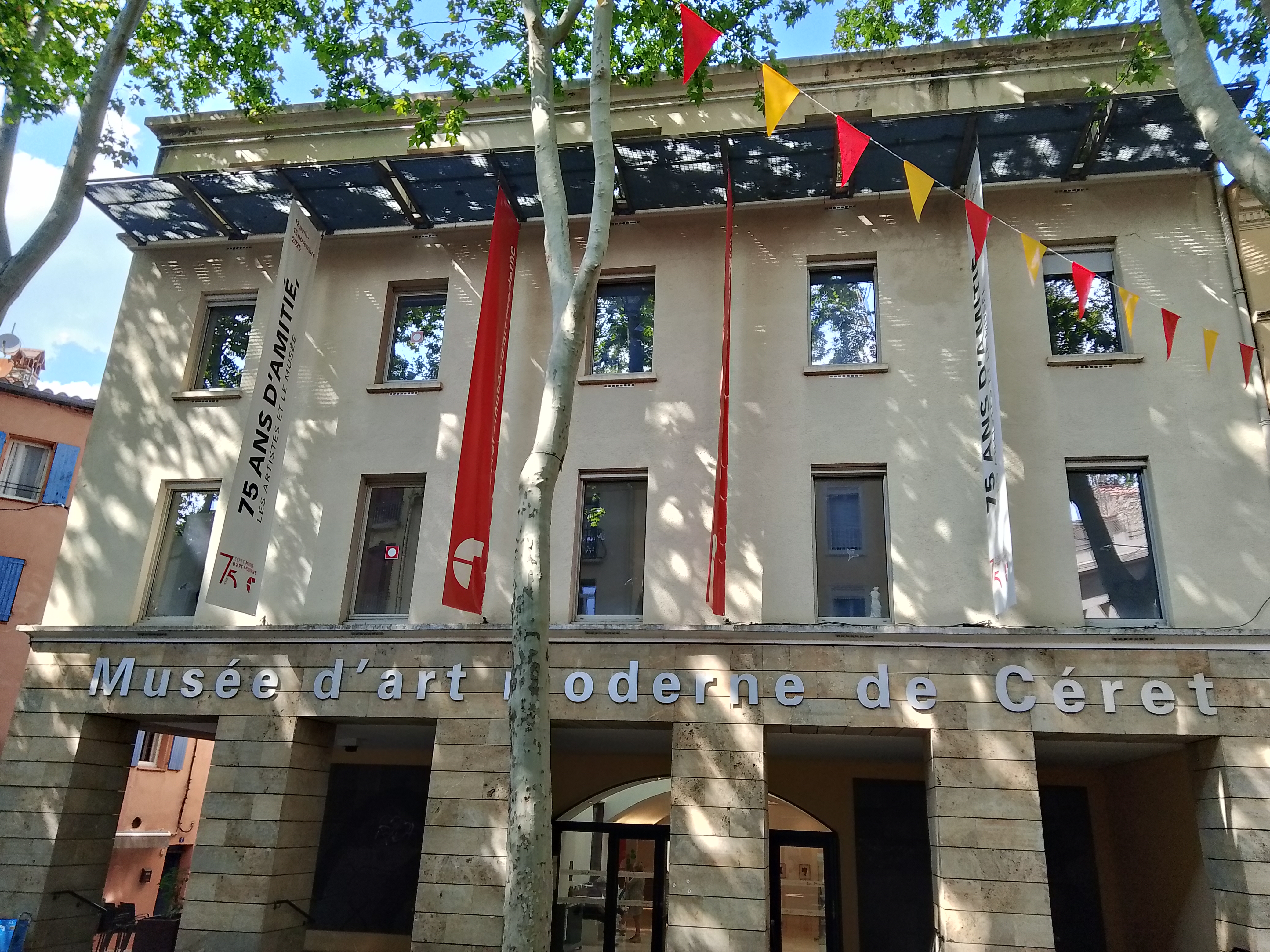
Musée d'art moderne de Céret

- Museo d'arte moderna di Céret. Céret è a volte descritta come la mecca del cubismo perché vi soggiornarono e soggiornano artisti famosi tra cui Pablo Picasso, Joan Mirò e Marc Chagall. Il museo contiene anche alcune loro opere.
- Il ponte del diavolo

## Geografia fisica

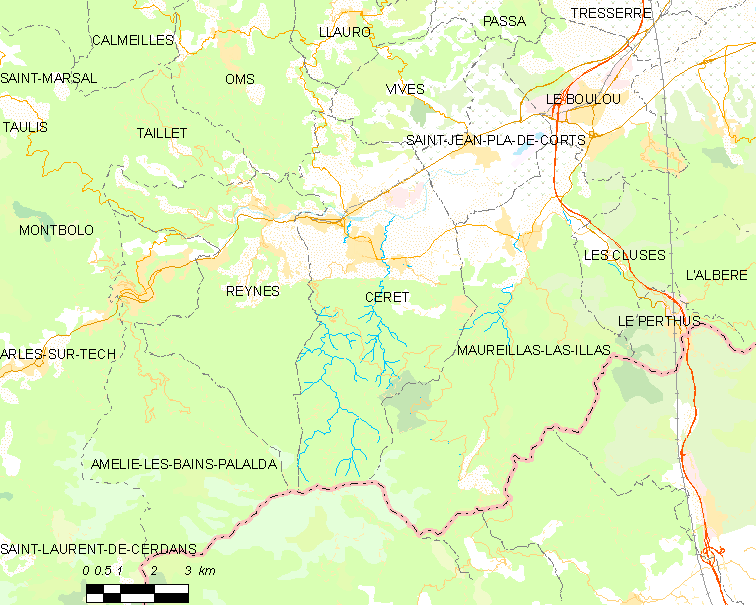
Situazione di Céret

## Società

### Evoluzione demografica
Abitanti censiti

## Amministrazione

### Gemellaggi
- Almonte, Andalusia
- Banyoles, dal 2004, Catalogna
- Lüchow (Wendland), dal 1983[2], Bassa Sassonia